# Rune Torseth
Rune Torseth (* 1. Februar 1973) ist ein ehemaliger norwegischer Skilangläufer.

## Werdegang
Torseth, der für Kjelsås IL startete, lief im März 1996 in Oslo seine ersten Weltcuprennen, die er auf dem 62. Platz über 50 km klassisch und auf dem 16. Rang mit der Staffel beendete. Im folgenden Jahr holte er dort mit dem 29. Platz über 50 km Freistil seine ersten Weltcuppunkte. In der Saison 1997/98 kam er in Falun mit dem 29. Platz über 10 km Freistil erneut in die Punkteränge und errang mit dem zweiten Platz zusammen mit Tor Arne Hetland im Teamsprint seine einzige Podestplatzierung im Weltcup. In der Saison 1999/2000 erreichte er mit Platz zehn im Sprint in Stockholm und Rang sechs im Sprint in Oslo seine besten Einzelergebnisse im Weltcupeinzel und mit dem 57. Platz im Gesamtweltcup und dem 20. Rang im Sprintweltcup seine besten Gesamtergebnisse. Im Jahr 2001 wurde er bei den norwegischen Meisterschaften zusammen mit Krister Sørgård und Remi Andersen Zweiter mit der Staffel von Kjelsås IL. Sein 24. und damit letztes Weltcupeinzelrennen absolvierte er im Januar 2004 beim Marcialonga, das er auf dem 40. Platz beendete. Von 2001 bis 2005 nahm er zudem am Marathon-Cup teil. Dabei kam er in der Saison 2002/03 dreimal unter den ersten Zehn und belegte damit den neunten Platz und in der folgenden Saison den 11. Rang in der Gesamtwertung.

## Platzierungen im Weltcup

### Weltcup-Statistik
Die Tabelle zeigt die erreichten Platzierungen im Einzelnen.
- 1.–3. Platz: Anzahl der Podiumsplatzierungen
- Top 10: Anzahl der Platzierungen unter den ersten zehn
- Punkteränge: Anzahl der Platzierungen innerhalb der Punkteränge
- Starts: Anzahl gelaufener Rennen in der jeweiligen Disziplin
- Hinweis: Bei den Distanzrennen erfolgt die Einordnung gemäß FIS.

| Platzierung         | Distanzrennen a | Distanzrennen a | Distanzrennen a | Distanzrennen a | Distanzrennen a | Skiathlon Verfolgung | Sprint | Etappen- rennen b | Gesamt | Team c | Team c  |
| Platzierung         | ≤ 5 km          | ≤ 10 km         | ≤ 15 km         | ≤ 30 km         | > 30 km         | Skiathlon Verfolgung | Sprint | Etappen- rennen b | Gesamt | Sprint | Staffel |
| ------------------- | --------------- | --------------- | --------------- | --------------- | --------------- | -------------------- | ------ | ----------------- | ------ | ------ | ------- |
| 1. Platz            |                 |                 |                 |                 |                 |                      |        |                   |        |        |         |
| 2. Platz            |                 |                 |                 |                 |                 |                      |        |                   |        | 1      |         |
| 3. Platz            |                 |                 |                 |                 |                 |                      |        |                   |        |        |         |
| Top 10              |                 |                 |                 |                 |                 |                      | 2      |                   | 2      | 1      | 2       |
| Punkteränge         |                 | 1               |                 |                 | 1               |                      | 6      |                   | 8      | 1      | 4       |
| Starts              |                 | 3               |                 |                 | 6               | 1                    | 14     |                   | 24     | 1      | 4       |
| Stand: Karriereende |                 |                 |                 |                 |                 |                      |        |                   |        |        |         |

### Weltcup-Gesamtplatzierungen
| Saison    | Gesamt | Gesamt | Sprint | Sprint |
| Saison    | Punkte | Platz  | Punkte | Platz  |
| --------- | ------ | ------ | ------ | ------ |
| 1996/97   | 2      | 98.    | -      | -      |
| 1997/98   | 2      | 98.    | 2      | 78.    |
| 1998/99   | 5      | 96.    | -      | -      |
| 1999/2000 | 66     | 57.    | 66     | 20.    |
| 2000/01   | 28     | 80.    | 28     | 44.    |
| 2001/02   | 6      | 125.   | 6      | 68.    |